# Bilan énergétique (statistique)
Pour les articles homonymes, voir Bilan énergétique pour les aspects scientifiques et techniques.
Un bilan énergétique est un tableau ou un graphique qui présente l'inventaire de l'ensemble des flux de production, transformation, transport et consommation d'énergie sur une zone géographique (pays par exemple) et une période de temps (année, mois, etc.) données.
Ce type de bilan est utilisé dans les domaines des statistiques et de l'économie, en particulier dans la comptabilité nationale.
Il décrit les flux et le cheminement des diverses ressources énergétiques depuis leur extraction (ou captation) jusqu'à leur utilisation finale, en passant par les diverses transformations qu'elles doivent subir (raffinage, production d'électricité, transport jusqu'au lieu de consommation, etc.) pour devenir utilisables par le consommateur final. À chaque étape, des pertes interviennent lors de la réalisation de la transformation souhaitée, dont le rendement n'est jamais de 100 %.

## Définitions et conventions

### Définitions générales
L'« énergie » est la chaleur ou une force (mécanique ou électrique), c'est-à-dire les deux formes d'énergie utilisées par le consommateur final ; mais beaucoup utilisent le terme à tort pour se référer aussi aux combustibles, qui doivent plutôt être désignés comme des « produits énergétiques » ou des « vecteurs d’énergie »,.
L'« énergie primaire » est l'étape initiale de la « chaîne de l'énergie » où une ressource naturelle est captée en vue de son utilisation pour satisfaire des besoins humains. Ce concept est en fait très difficile à définir de façon claire ; et son utilisation dans les bilans statistiques n'a été possible que moyennant de nombreux choix de conventions plus ou moins arbitraires, et donc sujets à controverses.
Les produits énergétiques « secondaires » sont ceux tirés de la transformation d'énergies primaires ; ainsi des produits pétroliers, tirés du raffinage du pétrole brut, de l'électricité ou de la chaleur distribuée par les réseaux de chaleur.
L'« énergie finale » est celle utilisée par le consommateur final. Elle est soit une énergie primaire (par exemple : chauffage au charbon ou au bois, solaire thermique [chauffe-eau solaire], chauffage géothermique direct, etc.), soit un produit secondaire (électricité, chaleur distribuée, produits pétroliers, gaz de ville, charbon de bois, etc.).

### Conventions sur la définition de l'énergie primaire
La notion d'énergie primaire est évidente lorsqu'il s'agit de combustibles fossiles ; elle l'est beaucoup moins dans le cas des sources d'énergie naturelles dont la force mécanique est transformée en électricité (énergie éolienne, hydraulique, géothermique, houlomotrice, marémotrice, etc.) : en toute rigueur, on aurait dû considérer comme énergie primaire cette force mécanique, mais les statisticiens de l'AIE ont considéré qu'elle ne serait d’aucune utilité pour les statistiques sur l’énergie et ont donc décidé par convention que la forme énergétique utilisée pour représenter l’énergie hydraulique, éolienne ou marémotrice est l’électricité qu’elles génèrent ; l'EIA, par contre, utilise, pour évaluer le contenu énergétique brut primaire de toutes les énergies renouvelables, le rendement énergétique brut moyen des centrales thermiques américaines, soit 9,5 kBtu/kWh contre 3,4 kBtu/kWh selon les conventions de l'AEI (1 kBtu = 0,293 297 2 kWh, rendement énergétique moyen 35,9 % selon l'EIA et 100 % selon l'AIE) ; la production hydroélectrique de la France en 2011 est ainsi évaluée à 0,435 65 quadrillion Btu par l'EIA (4 % de la consommation d'énergie primaire), soit 10,98 Mtep, contre 3,85 Mtep pour l'AIE (1,5 % de la consommation d'énergie primaire). La convention utilisée par l'AIE minore la part des énergies renouvelables dans la production et la consommation d'énergie primaire, car les énergies fossiles subissent des pertes de transformation et de transport de l'ordre de 65 % avant d'arriver au stade de la consommation finale, alors que les énergies renouvelables ne subiront que les pertes de transport, inférieures à 10 %. Il vaut donc mieux mesurer la part des énergies renouvelables au niveau de la consommation finale.
En revanche, pour le nucléaire et la géothermie, le principe de la « teneur énergétique physique » a été appliqué : la teneur en chaleur de la vapeur dégagée par un réacteur nucléaire est soit mesurée (dans l'Union européenne), soit estimée sur la base d'un coefficient d'efficacité thermique standard de 33 % ; pour les centrales géothermiques, le coefficient d'efficacité utilisé est de 10 %. Le fait d’utiliser la vapeur dégagée par les réacteurs nucléaires comme forme d’énergie primaire pour les statistiques énergétiques a une incidence importante sur les indicateurs de la dépendance de l’approvisionnement énergétique : la chaleur nucléaire primaire est considérée comme une ressource nationale, alors que la majeure partie des pays qui utilisent l’énergie nucléaire importent leur combustible nucléaire. Si cet élément était pris en considération, la dépendance de l’approvisionnement à l’égard d’autres pays serait accrue. L'Allemagne classe sa production nucléaire dans ses importations. Les opérateurs nucléaires font valoir cependant que la part du combustible importé dans le coût total du kWh nucléaire est très faible, et que dans l'avenir, le bouclage du cycle grâce aux réacteurs de 4e génération rendra les producteurs nucléaires indépendants des importations.
Ces conventions limitent l'intérêt de comparer les sources d'énergie primaire ; les comparaisons « horizontales » entre énergies doivent se faire plutôt au niveau de la consommation finale, et la partie haute du bilan énergétique ne doit être utilisée que dans le sens « vertical », pour comparer les sources d'approvisionnement d'une énergie primaire et les usages qui en sont faits.

### Unités et facteurs de conversion
Une des difficultés est le choix d'une unité commune permettant de comparer entre elles des énergies différentes : tant qu'on se contente d'étudier un bilan énergétique mono-produit (par exemple celui du pétrole), on peut se contenter d'utiliser ce que les statisticiens appellent « unité naturelle » (ou unité physique), c'est-à-dire l'unité utilisée habituellement pour mesurer le produit considéré, adapté à son état physique et facile à mesurer ; les unités naturelles sont en général des unités de volume : le baril (bl ou bbl), très utilisé aux États-Unis, le m3 (gaz), le litre, le pied cube (cf), ou de masse : tonne, livre (lb), etc.. Déjà à ce stade, le choix d'une unité physique n'est pas neutre : un combustible liquide peut être aussi bien mesuré en volume qu'en poids, mais l'incidence d'une évolution de la densité sera perçue différemment dans les deux cas.
L'agrégation devient nécessaire pour mesurer l'indépendance énergétique ou simplement pour évaluer les ressources et les emplois de l'énergie, etc. « Il apparaît bien qu'un système d'équivalences entre énergies ne peut être que conventionnel, au sens où il reflète soit des valeurs moyennes ayant une signification statistique, à un moment donné, soit des valeurs circonstancielles liées à des usages bien précis, interdisant de ce fait toute appréciation globale». Pour les combustibles, les modalités de calcul les plus usuelles consistent à définir les coefficients d'équivalence à partir de leurs pouvoirs calorifiques respectifs. Une difficulté existe cependant : généralement le même terme « générique », charbon par exemple, recouvre en fait des produits de qualité et de nature fort différentes. » Certains penchent donc alors pour une évaluation fine par type de produits. L'annuaire des statistiques des Communautés européennes en 1984 distinguait par exemple neuf sources d'énergie pour le charbon et quinze pour les produits pétroliers.
Une autre difficulté tient à la possibilité de récupérer ou non la chaleur latente de condensation de la vapeur d'eau produite pendant la combustion. Cette possibilité amène à évaluer deux pouvoirs calorifiques, un « pouvoir calorifique supérieur - PCS » quand il y a récupération, un « pouvoir calorifique inférieur - PCI » quand cela n'est pas possible. Pour le pétrole et le charbon, on utilise toujours le second, la récupération étant très difficile. Pour le gaz naturel en revanche, elle est plus aisée, ce qui peut conduire à préférer l'usage du pouvoir calorifique supérieur. Cette convention, adoptée en France dans les bilans officiels jusqu'en 1982, conduisait à une valorisation d'environ 10 % supérieure à celle qui aurait résulté d'un calcul en pouvoir calorifique inférieur.
Pour les comparaisons inter-énergies, on doit donc convertir les unités naturelles en une unité d'énergie ; une unité de mesure de l'énergie a donc été normalisée par l’Organisation internationale de normalisation (ISO) : le joule ; mais la force de l'habitude et des conflits de chapelles font que beaucoup continuent à utiliser des unités d'autrefois telles que la tonne d'équivalent pétrole (tep), la British thermal unit (Btu) utilisée par l'Agence d'information sur l'énergie américaine (EIA), ou même la tonne équivalent charbon (tec), encore parfois utilisée en Allemagne. En 2021 l'Agence internationale de l'énergie (AIE) se décide à présenter ses statistiques en joules, précédée en 2020 par BP. Le seul concurrent crédible du joule est le kilowatt-heure (kWh), qui est en fait un multiple du joule (1 watt-heure (Wh) = 3 600 J) et a l'avantage d'être moins petit.
La France s'est ralliée en 2002 au système de conventions de l'Agence internationale de l'énergie et d'Eurostat. Les coefficients d’équivalence énergétique utilisés en France jusqu’en 2001, étaient ceux adoptés en 1983 par l’Observatoire de l'énergie.

## Organismes publiant des statistiques énergétiques

### Organismes internationaux
L'Agence internationale de l'énergie (AIE), basée à Paris, regroupe 24 des 28 pays membres de l'OCDE. Elle n'est pas indépendante, son Conseil de direction étant composé de hauts fonctionnaires chargés de l’énergie envoyés par les différents pays membres. Parmi ses missions figure l'établissement de statistiques mondiales sur le pétrole, progressivement élargies à l'ensemble des énergies ; la prise en compte des énergies renouvelables, très insuffisante jusqu'à la fin des années 2000, a été largement développée dans les années 2010. Créée en 1974 à la suite du premier choc pétrolier, elle était au départ centrée sur la sécurisation de l'approvisionnement pétrolier et a gardé de ce passé une tendance à privilégier les questions pétrolières, c'est pourquoi elle présentait jusqu'en 2020 ses statistiques en tonne d'équivalent pétrole (tep) et a souvent été accusée de surévaluer les réserves mondiales afin de minimiser dans ses prévisions les risques de pénuries de pétrole.
Eurostat, direction générale de la Commission européenne chargée de l'information statistique à l'échelle communautaire, a pour rôle de produire les statistiques officielles de l'Union européenne, principalement en collectant, harmonisant et agrégeant les données publiées par les instituts nationaux de statistiques des pays membres de l'UE, des pays candidats à l'adhésion et des pays de l'AELE. Son site donne accès à une base de données où figurent entre autres de nombreuses données sur l'énergie (quantités et prix).
Chaque année, l’AIE, Eurostat et la Commission économique pour l'Europe des Nations unies collectent des statistiques au moyen d’un ensemble de cinq questionnaires communs (pétrole, charbon, gaz, électricité et énergies renouvelables) établis sur la base de définitions, d’unités et de méthodologies harmonisées[réf. souhaitée]. Ces questionnaires sont envoyés aux organismes publics responsables des statistiques énergétiques.
La banque de données de la Banque mondiale sur les indicateurs du développement dans le monde contient quelques données sur l'énergie provenant de l'Agence internationale de l'énergie ; elles ont l'avantage d'être consultables en français.

### Organismes nationaux
L'Energy Information Administration est l'agence indépendante de la statistique au sein du département de l'Énergie des États-Unis. Une grande part de ses statistiques, très complètes (sur l'ensemble des pays du monde), est exprimée en british thermal unit (BTU).
En France, le ministère de l'Écologie, du Développement durable et de l'Énergie consacre une part importante de son site Web à l'énergie et donne accès à la base de données Pégase sur les statistiques énergétiques.
Au Québec, le ministère de l'Énergie et des Ressources naturelles fournit des statistiques très complètes.
En Suisse, l'Office fédéral de l'énergie (OFEN) publie des statistiques très complètes également.
En Belgique, la Direction générale Statistique (Statbel), dans la partie « énergie » de son site Web, donne des liens vers Eurostat et l'AIE ainsi qu'un rapport sur « le marché de l'énergie 1999-2010 ».

### Entreprises
BP publie chaque année en juin un recueil d'estimations statistiques intitulé BP Statistical Review of World Energy couvrant l'ensemble des domaines d'un bilan énergétique : production, consommation, prix, flux d'échanges internationaux, émissions de CO2 sur toutes les formes d'énergie et même, depuis 2021, sur les minéraux critiques. Elle s'est convertie depuis 2020 à l'unité standard : le joule. Ces statistiques paraissent six mois seulement après la fin de l'année qu'elles couvrent, alors que celles de l'AIE ne prennent en compte l'année écoulée qu'avec une dizaine de mois de retard pour les pays de l'OCDE et 22 mois pour les autres. Elles utilisent pour les estimations de l'énergie primaire de l'hydroélectricité, de l'éolien et du solaire le même coefficient de conversion que pour les énergies thermiques, ce qui évite de sous-estimer la part de ces énergies dans le mix énergétique primaire. Par contre, elles ne prennent en compte que la biomasse commercialisée et non celle qui est auto-consommée.

## Présentation en tableau
La présentation des bilans énergétiques sous forme d'un tableau comptable est la plus commune ; voici un exemple : le bilan énergétique 2011 de la France tiré du site de l'Agence internationale de l'énergie (AIE) :
| en ktep                                           | Charbon | Pétrole brut | Produits pétroliers | Gaz naturel | Nucléaire | Hydro  | Autres EnR | Biomasse + déchets | Électricité | Chaleur | Total   |
| Production                                        | 93      | 1 048        | 0                   | 506         | 115 288   | 3 854  | 1 421      | 13 865             | 0           | 0       | 136 074 |
| Importations                                      | 10 271  | 64 470       | 41 381              | 41 633      | 0         | 0      | 0          | 529                | 817         | 0       | 159 101 |
| Exportations                                      | −102    | −494         | −22 913             | −3 371      | 0         | 0      | 0          | −156               | −5 669      | 0       | −32 705 |
| Soutes maritimes internationales                  | 0       | 0            | −2 459              | 0           | 0         | 0      | 0          | 0                  | 0           | 0       | −2 459  |
| Soutes aériennes internationales                  | 0       | 0            | −5 801              | 0           | 0         | 0      | 0          | 0                  | 0           | 0       | −5 801  |
| Variations de stocks                              | 15      | 715          | 390                 | −1 736      | 0         | 0      | 0          | 11                 | 0           | 0       | −1 385  |
| Total approv. national                            | 10 277  | 65 738       | 9 819               | 37 031      | 115 288   | 3 854  | 1 421      | 14 250             | −4 852      | 0       | 252 827 |
| Transferts                                        | 0       | 4 444        | −4 166              | 0           | 0         | 0      | 0          | 0                  | 0           | 0       | 279     |
| Écarts statistiques                               | −645    | 1 023        | −2 503              | 0           | 0         | 0      | 0          | −1                 | 15          | 0       | −2 111  |
| Centrales électriques                             | −3 434  | 0            | −679                | −3 856      | −115 288  | −3 854 | −1 274     | −1 145             | 46 292      | 0       | −83 239 |
| Centrales de cogénération                         | −421    | 0            | −840                | −4 011      | 0         | 0      | 0          | −1 160             | 1 601       | 3 495   | −1 336  |
| Centrales de chaleur                              | 0       | 0            | 0                   | 0           | 0         | 0      | 0          | −288               | 0           | 158     | −130    |
| Usines à gaz                                      | 0       | 0            | 0                   | 0           | 0         | 0      | 0          | 0                  | 0           | 0       | 0       |
| Raffineries de pétrole                            | 0       | −72 728      | 73 677              | 0           | 0         | 0      | 0          | 0                  | 0           | 0       | 949     |
| Transformation du charbon                         | −2 263  | 0            | 0                   | 0           | 0         | 0      | 0          | 0                  | 0           | 0       | −2 263  |
| Usines de liquéfaction                            | 0       | 0            | 0                   | 0           | 0         | 0      | 0          | 0                  | 0           | 0       | 0       |
| Autres transformations                            | 0       | 1 524        | −1 585              | 0           | 0         | 0      | 0          | 0                  | 0           | 0       | −61     |
| Consommations internes de l'industrie énergétique | −323    | 0            | −3 871              | −460        | 0         | 0      | 0          | 0                  | −4 461      | 0       | −9 115  |
| Pertes                                            | 0       | 0            | 0                   | −1 099      | 0         | 0      | 0          | 0                  | −2 498      | 0       | −3 597  |
| Total consommation finale                         | 3 192   | 0            | 69 853              | 27 606      | 0         | 0      | 147        | 11 656             | 36 096      | 3 653   | 152 203 |
| Industrie                                         | 2 838   | 0            | 5 002               | 8 583       | 0         | 0      | 0          | 1 961              | 10 139      | 0       | 28 253  |
| Transport                                         | 0       | 0            | 40 128              | 49          | 0         | 0      | 0          | 2 437              | 1 066       | 0       | 43 681  |
| Résidentiel                                       | 174     | 0            | 6 203               | 11 275      | 0         | 0      | 104        | 6 412              | 12 780      | 0       | 36 948  |
| Tertiaire                                         | 96      | 0            | 2 972               | 5 614       | 0         | 0      | 37         | 801                | 11 425      | 0       | 20 946  |
| Agriculture                                       | 0       | 0            | 3 505               | 184         | 0         | 0      | 6          | 45                 | 277         | 0       | 4 016   |
| Pêche                                             | 0       | 0            | 294                 | 1           | 0         | 0      | 0          | 0                  | 11          | 0       | 305     |
| Non spécifié                                      | 31      | 0            | 858                 | 525         | 0         | 0      | 0          | 0                  | 398         | 3 653   | 5 465   |
| Usage non-énergétique                             | 54      | 0            | 10 890              | 1 375       | 0         | 0      | 0          | 0                  | 0           | 0       | 12 319  |
| dont : matières premières pétrochimie             | 0       | 0            | 6 880               | 1 375       | 0         | 0      | 0          | 0                  | 0           | 0       | 8 254   |

### Définitions
Définitions des termes
Verticalement, sources d'énergie
- Charbon : cette rubrique englobe l'ensemble des combustibles fossiles solides : charbon minéral de toutes sortes ainsi que lignite et tourbe[M 6].
- Nucléaire : contenu en énergie primaire de l'électricité produite par les centrales nucléaires, avec un rendement thermique moyen de 33 %[19].
- Hydro : électricité produite par les centrales hydroélectriques, convertie en tep avec le même coefficient que l'électricité finale : 1 GWh = 86 tep. La production des centrales de pompage-turbinage est exclue[20].
- Autres EnR : géothermie, solaire, éolien, énergies marines (marées, houle, hydroliennes, etc.)[21].
- Biomasse + déchets : biomasse solide (bois, écorces, sciure, liqueur noire, déjections animales, etc. ; le charbon de bois, bien que produit secondaire, est inclus ici) et liquide (bioéthanol, biomethanol, bioETBE, bioMTBE, biodiesel, etc.), biogaz, déchets industriels et municipaux (ménagers, hospitaliers, tertiaires). Seule la (faible) part de ces produits utilisée à des fins énergétiques est prise en compte ; l'usage non-énergétique de la biomasse n'est donc pas pris en compte. Les données sur la biomasse et les déchets reposent sur des enquêtes par sondage de faible ampleur ; elles sont donc approximatives, souvent incomplètes et de qualité inégale selon les pays[22].
- Électricité : colonne destinée à la consommation finale et aux échanges d'électricité (convertie à la valeur calorifique de l'électricité au stade de la consommation finale : 1 GWh = 86 tep)[23].
- Chaleur : chaleur produite pour être vendue, en général produite par combustion, sauf une petite part produite par des pompes à chaleur et des chaudières électriques ; la chaleur extraite de l'air par les pompes à chaleur est considérée comme une production d'énergie primaire[24] ; cependant, cette règle n'est pas appliquée en France puisque le bilan 2011 indique 0 dans la case « production de chaleur primaire », autrement dit, la chaleur captée dans l'environnement par les pompes à chaleur, les centrales de chauffage géothermiques et les panneaux solaires thermiques n'est pas prise en compte.

Total approvisionnement national
Total de l'approvisionnement national en énergie primaire, soit : production + importation - exportation - soutes internationales ± variation des stocks.
Fournitures
- Soutes internationales : les combustibles livrés aux navires pour leur consommation lors de trajets internationaux (combustibles de soute) sont exclus de la consommation intérieure, contrairement aux soutes des navires de cabotage ou des péniches et autres bateaux fluviaux, dont la consommation est dans la rubrique transport. Il en va de même pour les avions : les soutes aériennes internationales (kérosène utilisé pour les vols internationaux) sont exclues, contrairement à celles des vols intérieurs[M 7].

Horizontalement, transferts, processus de transformation et utilisation propre de l'énergie par l'industrie
- Transferts : transferts entre produits et recyclage de produits (par exemple de lubrifiants).
- Écarts statistiques : écarts inexpliqués entre les différentes sources de données de base, et écarts dus aux différents facteurs de conversion (charbon et pétrole).
- Centrales électriques : la production d'électricité mobilise 129 530 ktep de ressources énergétiques primaires pour produire 46 292 ktep d'électricité, avec 83 239 ktep de pertes de transformation ; le rendement énergétique de cette production est donc de 35,7 %.
- Centrales de cogénération : centrales de production combinée de chaleur et d'électricité, y compris celles des autoproducteurs, mais seulement pour la part électricité de leur production ainsi que pour la part vendue de leur production de chaleur[25].
- Centrales de chaleur : chaufferies et autres centrales produisant de la chaleur (pompes à chaleur, chaudières électriques, etc.) pour la vente aux tiers, y compris auto-producteurs. Les pompes à chaleur résidentielles ne sont pas prises en compte (leur consommation d'électricité apparaît dans le secteur d'usage résidentiel)[26].
- Transformation du charbon : pertes de transport et de transformation (cokéfaction, fabrication d'agglomérés et briquettes, etc.)[M 8].
- Autres transformations : par exemple, transformation de biomasse (bois) en charbon de bois.
- Consommations internes de l'industrie énergétique : énergie utilisée par les installations de transformation énergétique (raffineries, centrales électriques et de chaleur) et de transport (oléoducs, gazoducs) pour leurs besoins propres : chauffage, éclairage, pompes, moteurs, etc., ainsi que la consommation nette d'électricité (consommation du pompage moins production du turbinage) des centrales de pompage-turbinage[27].
- Pertes : fuites des conduites de gaz, pertes en ligne des réseaux électriques, pertes lors des transports de charbon.

Horizontalement, secteurs d'utilisation de l'énergie
- Secteur résidentiel
- Secteur des transports : consommations de carburants de tous véhicules routiers, individuels ou d'entreprise (sauf militaires) ; avions (lignes aériennes intérieures, avions privés ou agricoles, mais pas les lignes internationales) ; navigation intérieure (péniches, plaisance ; sauf pêche et armées) ; chemins de fer ; pipelines, sauf distribution au consommateur final (classée dans le secteur du consommateur)[28].
- Secteur tertiaire : commerces et services publics et privés, administrations (dont armée).
- Agriculture : énergie consommée par les exploitations agricoles et forestières et la chasse, y compris chauffage et électricité pour les domiciles des agriculteurs et carburants pour la traction.
- Non spécifié : consommation finale dont la ventilation par secteur n'a pas pu être évaluée ; dans le cas de la France, les deux tiers concernent la chaleur dont la répartition entre les secteurs résidentiel et tertiaire n'a pas été estimée, ce qui fausse notablement l'analyse de la répartition par secteur.

Usages non énergétiques des combustibles : produits pétroliers (GPL, naphta, gazole) et gaz utilisés comme matières premières pour la fabrication de produits non énergétiques (matières plastiques, engrais, pharmacie, cosmétiques, autres produits chimiques) ; bitume ; graisses et lubrifiants ; cires ; solvants.

## Présentation sous forme de diagramme

### Exemple 1: États-Unis
Un bilan énergétique peut être représenté sous la forme d'un diagramme de flux d'énergie (diagramme de Sankey), dans lequel les flux sont représentés par des flèches ou rubans dont la largeur est proportionnelle à la taille du flux, ce qui permet de visualiser d'un seul coup d'œil l'importance relative des différents flux.
Dans le système impérial, le quadrillion, ou quad, est une unité de mesure d'énergie valant 1015 BTU, ou 1 PBtu (Petabritish thermal unit).
- 1 Mtep = 11,63 TWh (térawatt-heure) = 41,87 PJ (pétajoules) ou 0,04 PBtu ou quads
- 1 PBtu ou quads = 25,2 Mtep = 1,055 EJ (exajoules)

Les secteurs d'utilisation de l'énergie les plus souvent mentionnés par l'Energy Information Administration américaine consistent en : secteur résidentiel, secteur commercial, secteur industriel, secteur des transports et secteur de l'énergie électrique.

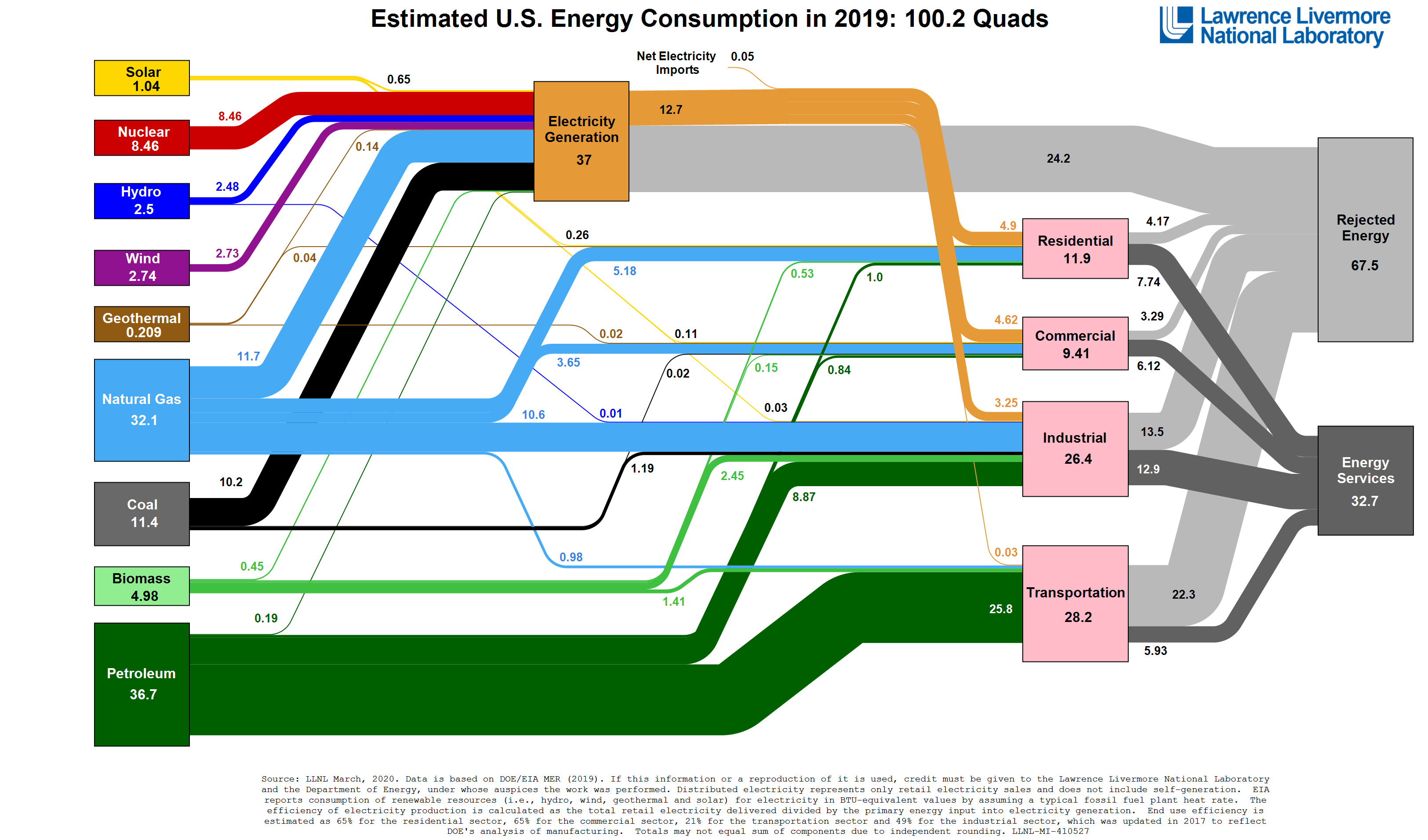
Bilan énergétique des États-Unis en 2019 – Le diagramme des flux d'énergie montre la taille relative des ressources primaires d'énergie et des consommations finales aux États-Unis, les combustibles étant comparés sur une base commune d'unités énergétiques. Ce diagramme assez détaillé présente clairement en haut à droite l'énergie perdue dans les transformations et transports d'énergie (Rejected energy).

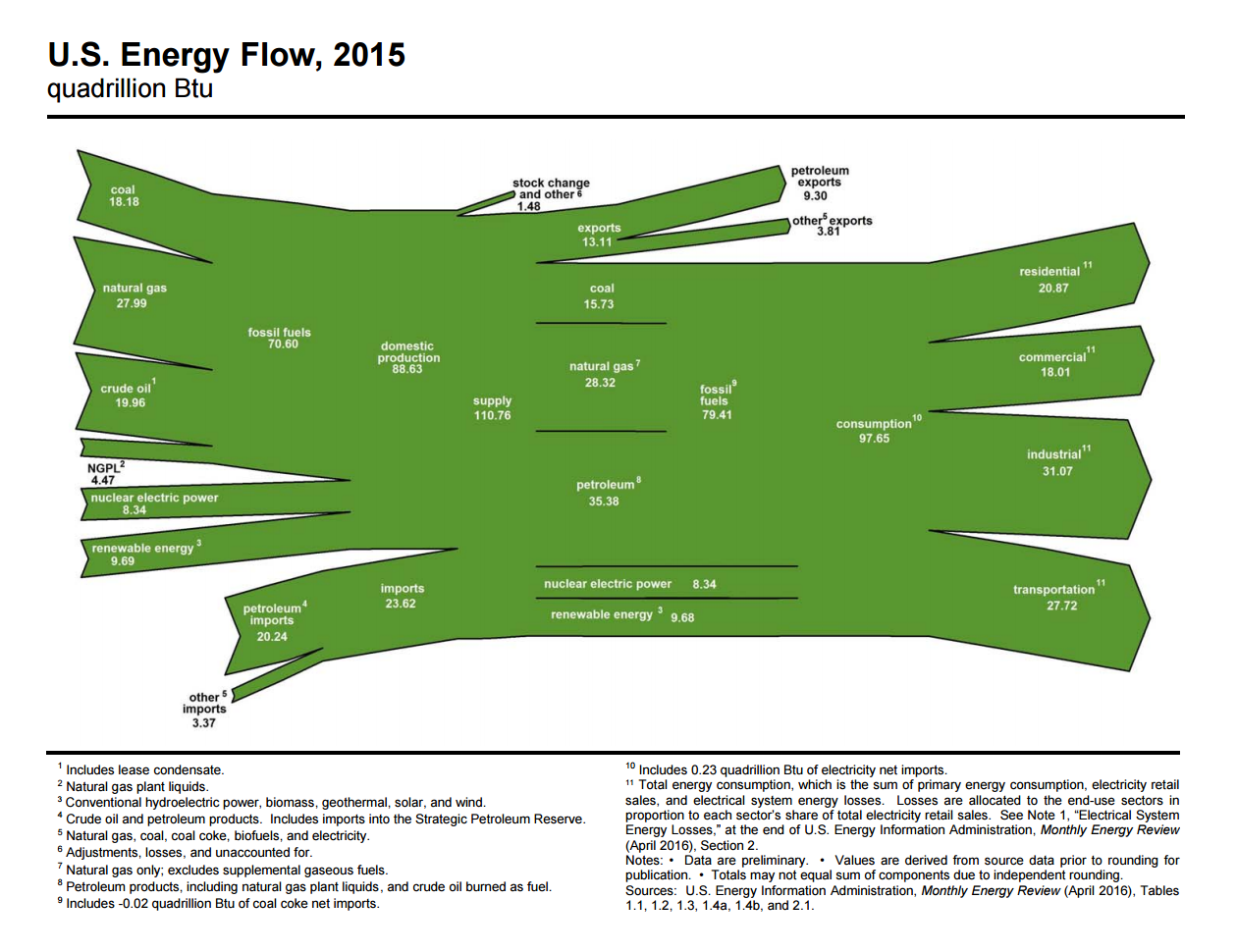
Bilan énergétique des États-Unis en 2015 de l'EIA (utilise une équivalence en combustibles fossiles)

Ce deuxième diagramme, plus sommaire, adopte une convention peu courante : il redistribue les pertes entre les différents secteurs de consommation afin de présenter une répartition des consommations des secteurs entre les sources d'énergie primaire. La consommation totale d'énergie dans un secteur d'utilisation final comprend donc la consommation d'énergie primaire, l'électricité vendue au détail et les pertes d'énergie du réseau électrique (perte de transmission distribution - T&D). Les extraits de tableaux suivants disponibles sur le site de l'Energy Information Administration remettent les quantités affichées dans les deux diagrammes en perspective :
| Année | Secteur d'utilisation final | Secteur d'utilisation final | Secteur d'utilisation final | Secteur d'utilisation final | Secteur d'utilisation final | Secteur d'utilisation final | Secteur d'utilisation final | Secteur d'utilisation final | Énergie électrique |                |
| Année | Résidentiel                 | Résidentiel                 | Commercial                  | Commercial                  | Industriel                  | Industriel                  | Transport                   | Transport                   | Énergie électrique |                |
| Année | Primaire                    | Total                       | Primaire                    | Total                       | Primaire                    | Total                       | Primaire                    | Total                       | Primaire           | Primaire total |
| ----- | --------------------------- | --------------------------- | --------------------------- | --------------------------- | --------------------------- | --------------------------- | --------------------------- | --------------------------- | ------------------ | -------------- |
| 1950  | 4,829                       | 5,989                       | 2,834                       | 3,893                       | 13,890                      | 16,241                      | 8,363                       | 8,492                       | 4,679              | 34,616         |
| 2010  | 6,540                       | 21,795                      | 4,023                       | 18,058                      | 20,399                      | 30,647                      | 26,991                      | 27,073                      | 39,619             | 97,580         |
| 2011  | 6,393                       | 21,302                      | 4,063                       | 17,979                      | 20,573                      | 30,961                      | 26,646                      | 26,727                      | 39,293             | 96,976         |
| 2012  | 5,672                       | 19,857                      | 3,725                       | 17,422                      | 20,849                      | 31,022                      | 26,156                      | 26,231                      | 38,131             | 94,535         |
| 2013  | 6,705                       | 21,068                      | 4,164                       | 17,932                      | 21,431                      | 31,578                      | 26,984                      | 26,763                      | 38,357             | 97,340         |
| 2014  | 6,986                       | 21,425                      | 4,381                       | 18,255                      | 21,559                      | 31,795                      | 26,930                      | 27,010                      | 38,629             | 98,490         |
| 2015  | 6,362                       | 20,515                      | 4,433                       | 18,149                      | 21,526                      | 31,470                      | 27,314                      | 27,391                      | 37,890             | 97,526         |
| 2016  | 5,918                       | 20,059                      | 4,302                       | 18,004                      | 21,660                      | 31,449                      | 27,944                      | 28,020                      | 37,705             | 97,561         |
| 2017  | 6,016                       | 19,958                      | 4,390                       | 18,032                      | 21,910                      | 31,480                      | 28,134                      | 28,210                      | 37,229             | 97,728         |

| Année | Consommation primaire | Consommation primaire | Consommation primaire | Consommation primaire | Consommation primaire | Consommation primaire | Consommation primaire | Consommation primaire |                | Électricité vendue au détail | Perte de réseau (T&D) | Total  |
| Année | Énergie fossile       | Énergie fossile       | Énergie fossile       | Énergie fossile       | Énergie renouvelable  | Énergie renouvelable  | Énergie renouvelable  | Énergie renouvelable  | Total primaire | Électricité vendue au détail | Perte de réseau (T&D) | Total  |
| Année | Charbon               | Gaz naturel           | Pétrole               | Total                 | Géothermique          | Solaire               | Biomasse              | Total                 | Total primaire | Électricité vendue au détail | Perte de réseau (T&D) | Total  |
| ----- | --------------------- | --------------------- | --------------------- | --------------------- | --------------------- | --------------------- | --------------------- | --------------------- | -------------- | ---------------------------- | --------------------- | ------ |
| 1950  | 1,261                 | 1,240                 | 1,322                 | 3,824                 | NA                    | NA                    | 1,006                 | 1,006                 | 4,829          | 0,246                        | 0,913                 | 5,989  |
| 2010  | NA                    | 4,878                 | 1,121                 | 5,999                 | 0,037                 | 0,065                 | 0,440                 | 0,542                 | 6,540          | 4,933                        | 10,321                | 21,795 |
| 2011  | NA                    | 4,805                 | 1,028                 | 5,833                 | 0,040                 | 0,071                 | 0,450                 | 0,560                 | 6,393          | 4,855                        | 10,054                | 21,302 |
| 2012  | NA                    | 4,242                 | 0,891                 | 5,133                 | 0,040                 | 0,079                 | 0,420                 | 0,538                 | 5,672          | 4,690                        | 9,496                 | 19,857 |
| 2013  | NA                    | 5,023                 | 0,971                 | 5,994                 | 0,040                 | 0,091                 | 0,580                 | 0,711                 | 6,705          | 4,759                        | 9,604                 | 21,068 |
| 2014  | NA                    | 5,242                 | 1,008                 | 6,250                 | 0,040                 | 0,109                 | 0,587                 | 0,735                 | 6,986          | 4,801                        | 9,638                 | 21,425 |
| 2015  | NA                    | 4,777                 | 0,983                 | 5,760                 | 0,040                 | 0,127                 | 0,436                 | 0,602                 | 6,362          | 4,791                        | 9,362                 | 20,515 |
| 2016  | NA                    | 4,496                 | 0,873                 | 5,369                 | 0,040                 | 0,160                 | 0,349                 | 0,549                 | 5,918          | 4,815                        | 9,326                 | 20,059 |
| 2017  | NA                    | 4,576                 | 0,876                 | 5,451                 | 0,040                 | 0,191                 | 0,334                 | 0,565                 | 6,016          | 4,705                        | 9,237                 | 19,958 |

Le site de l'Agence internationale de l'énergie (AIE) présente le diagramme de Sankey mondial en pétajoules ou en millions de tep, ainsi que le diagramme de Sankey de chaque pays, par exemple celui de la France.

### Exemple 2 : France

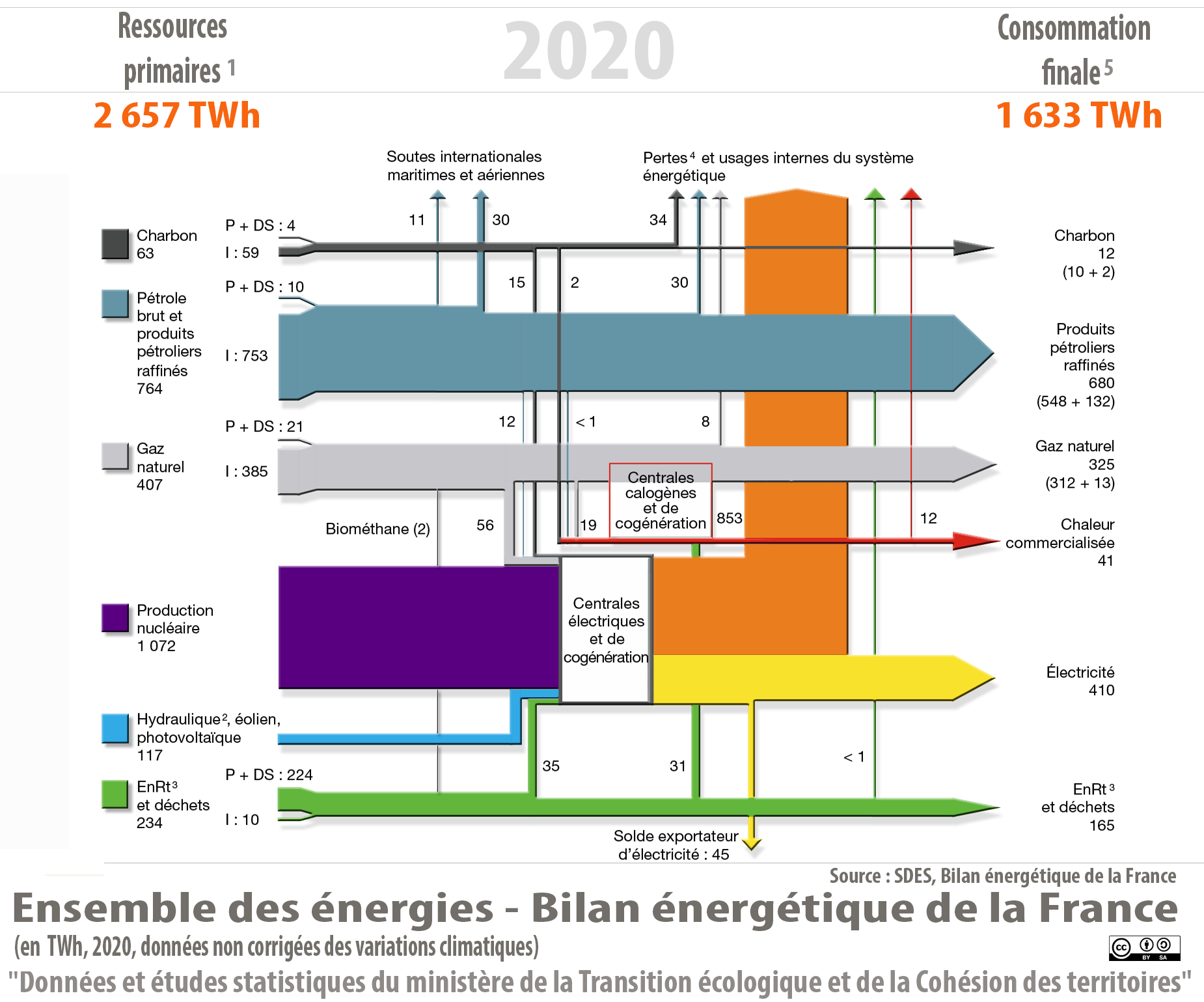
Bilan énergétique de la France métropolitaine et d'outre mer pour 2020 (version avril 2022), d'après le SDES. Ce diagramme de Sankey présente de manière synthétique et simplifiée les flux énergétiques (d'approvisionnement, de transformation, de consommation), y compris les flux « perdus » (représentés sous forme de flèches orientées vers le haut). La largeur des flèches est proportionnelle à la quantité d'énergie qu'elles représentent.
Légende :
P = production nationale d'énergie primaire ; DS = déstockage ; I = solde importateur.
1 Pour obtenir la consommation primaire, il faut déduire des ressources primaires le « solde exportateur d'électricité » ainsi que les « soutes maritimes et aériennes internationales ».
2 Y compris énergies marines, hors accumulation d'énergie par pompage-turbinage.
3 Énergies renouvelables thermiques (bois-énergie, déchets de bois, solaire thermique, biocarburants et agrocarburants, pompes à chaleur).
4 L'importance des pertes de conversion en électricité tient au fait que la chaleur produite dans les réacteurs ou les chaudières est en grande partie perdue dans l'eau ou l'air des systèmes de refroidissement des réacteurs. Au total, environ les deux tiers de l'énergie primaire sont perdus. Une quantité significative d'électricité est aussi perdue en ligne par effet joule.
5 Ici, les usages non énergétiques sont inclus. Dans les cas du charbon (sidérurgie essentiellement), des produits pétroliers raffinés et du gaz naturel, la décomposition de la consommation finale en « usages énergétiques » et « usages non énergétiques » est indiquée entre parenthèses.
Rem : pour les daltoniens : la flèche du bas est verte et la flèche fine (« chaleur commercialisée ») est rouge à partir du centre du diagramme).

## Imperfections et difficultés d'interprétation
Les bilans énergétiques présentent des imperfections encore importantes : qualité parfois médiocre de certaines données dues aux difficultés de la collecte ou au manque de moyens, conventions contestables qui causent souvent des interprétations erronées, tendance encore trop répandue des statisticiens à classer une part excessive des données dans des rubriques du genre "écarts statistiques" ou "non spécifié". L'interprétation de ces statistiques requiert donc une bonne connaissance de leurs lacunes et faiblesses et une vigilance constante.

### Conventions sur les énergies primaires
Les conventions adoptées introduisent une différence de traitement entre les énergies fossiles et les énergies renouvelables : en décidant que la forme énergétique utilisée pour représenter l’énergie hydraulique, éolienne ou marémotrice sera l’électricité qu’elles génèrent, on les sous-évalue par rapport aux énergies fossiles, qui vont subir des pertes de transformation et de transport de l'ordre de 50 à 70 % % avant d'arriver au stade de la consommation finale, alors que les énergies renouvelables ne subiront que les pertes de transport, inférieures à 10 % ; il vaut donc mieux, pour mesurer la part des énergies renouvelables, le faire au niveau de la consommation finale.

### Cohabitation de produits locaux et importés
L'addition de combustibles produits localement avec des combustibles importés, et même avec des produits déjà transformés avant importation, introduit un biais majeur dans l'analyse des approvisionnements en énergie primaire : ainsi, pour une même consommation finale, un pays qui importerait une part importante de son pétrole ou de son gaz naturel au lieu de le produire sur place verrait son approvisionnement total en énergie primaire baisser, et s'il choisit d'importer directement des produits raffinés, son approvisionnement total en énergie primaire baissera encore plus ; il apparaitrait ainsi, pour un observateur qui commettrait l'erreur d'effectuer son analyse au niveau de l'énergie primaire, comme un pays plus économe en énergie et où la part d'énergie fossiles dans le mix énergétique est plus faible, alors qu'en fait, au niveau de la consommation finale, rien n'aurait changé ; cela fait apparaître de façon crue l'inanité du concept d'énergie primaire et la nécessité d'analyser le mix énergétique uniquement au niveau de la consommation finale, après déduction de toutes les pertes de transformation et de transport ; c'est particulièrement vrai lorsqu'on veut calculer le taux de dépendance énergétique du pays.

### Qualité des données
La qualité de la collecte ou de l'estimation de certaines données laisse souvent à désire : ce problème est bien entendu plus marqué dans les pays en développement où les organismes responsables de la collecte des données manquent dramatiquement de moyens ; l'AIE indique que les données sur la biomasse reposent souvent sur des enquêtes par sondage de faible ampleur ou des données incomplètes et que parfois, des catégories complètes de biomasse sont omises ; mais même dans les pays développés, on rencontre des lacunes dans certains domaines, en particulier la biomasse, et pour toutes les énergies répartis en un grand nombre de producteurs (panneaux solaires photovoltaïques chez les particuliers, production de chaleur décentralisée, etc) ; ainsi, dans le bilan France 2011, aucune production de chaleur primaire n'est inventoriée : autrement dit, la chaleur captée dans l'environnement par les pompes à chaleur, les centrales de chauffage géothermiques et les panneaux solaires thermiques n'est pas prise en compte.

### Insuffisances méthodologiques
L'appareil statistique est parfois affecté d'insuffisances ou de mauvaises habitudes : ainsi, nombre de pays ne s'étaient pas dotés des moyens de séparer les consommations du secteur résidentiel de celles du secteur tertiaire, même en Europe ; depuis que l'Union européenne a demandé à ses membres de fournir ces données, certains pays, dont la France, n'ont fait le travail qu'à moitié, laissant subsister une part importante des consommations finales (3,6 % en 2011) dans la rubrique « non spécifié » : dans le bilan France 2011 de l'AIE, 3 653 ktep de consommation de chaleur sont laissés dans le « non spécifié », ce qui fausse notablement l'analyse de la répartition des consommations finales par secteur : en supposant que cette répartition soit proportionnelle aux totaux hors chaleur, la consommation finale du secteur résidentiel serait portée de 36 948 ktep (24,3 %) à 39 279 ktep (25,8 %) et celle du tertiaire de 20 946 (13,8 %) à 22 268 ktep (14,6 %).

### Non-conformités aux règles internationales
On rencontre parfois des non-conformités aux règles internationales : par exemple, dans certains pays tels que le Brésil, la biomasse utilisée pour produire des biocarburants ou additifs destinés à être mélangés avec l'essence et le diesel est transférée, sur la ligne "autres transformations", vers le secteur pétrolier ; pour analyser le mix énergétique au niveau de la consommation finale, il faut donc réintégrer ces biocarburants (après déduction des pertes de raffinage) dans la colonne « biomasse ».

### Comparaison entre calculs au niveau de l'énergie primaire et au niveau de la consommation finale
Pour illustrer ces considérations, le tableau ci-dessous compare les mix énergétiques et des taux d'indépendance énergétique obtenus selon qu'on les calcule au niveau de l'approvisionnement en énergie primaire (en jaune) ou au niveau de la consommation finale (en vert) :
| en ktep                         | Charbon | Pétrole | Gaz naturel | Nucléaire | Hydro | Autres EnR | Biomasse + déchets | Électricité | Chaleur | Total   |
| ------------------------------- | ------- | ------- | ----------- | --------- | ----- | ---------- | ------------------ | ----------- | ------- | ------- |
| Production                      | 93      | 1 048   | 506         | 115 288   | 3 854 | 1 421      | 13 865             | 0           | 0       | 136 074 |
| Total approv. national          | 10 277  | 75 557  | 37 031      | 115 288   | 3 854 | 1 421      | 14 250             | −4 852      | 0       | 252 827 |
| Mix énergétique                 | 4,1 %   | 29,9 %  | 14,6 %      | 45,6 %    | 1,5 % | 0,6 %      | 5,6 %              |             |         | 100 %   |
| Taux d'indépendance énergétique | 0,9 %   | 1,4 %   | 1,4 %       | 100 %     | 100 % | 100 %      | 97,3 %             |             |         | 53,8 %  |
| Total consommation finale       | 3 192   | 69 853  | 27 606      | 0         | 0     | 147        | 11 656             | 36 096      | 3 653   | 152 203 |
| Reventil. élec.+chaleur         | 1 431   | 781     | 3 932       | 28 415    | 3 205 | 952        | 1 032              | 0           | 0       | 39 749  |
| Consommation finale reventilée  | 4 623   | 70 634  | 31 538      | 28 415    | 3 205 | 1 099      | 12 688             |             |         | 152 203 |
| Mix énergétique                 | 3,0 %   | 46,4 %  | 20,7 %      | 18,7 %    | 2,1 % | 0,7 %      | 8,3 %              |             |         | 100 %   |
| Taux d'indépendance énergétique | 0,03 %  | 0,6 %   | 0,3 %       | 18,7 %    | 2,1 % | 0,7 %      | 8,3 %              |             |         | 30,8 %  |

La part des énergies fossiles est de 48,6 % dans le mix énergétique des énergies primaires et de 70,2 % dans celui des consommations finales ; celle des énergies renouvelables est de 7,7 % en énergie primaire et de 11,2 % au niveau de la consommation finale ; le taux d'indépendance national passe de 53,8 % à 30,8 % : le choix des conventions a donc un impact très important.
Par rapport aux parts des énergies primaires calculées au niveau de l'approvisionnement en énergie primaire, les parts du pétrole et du gaz augmentent fortement, ainsi que celles des énergies renouvelables, au détriment du nucléaire qui passe de 45,6 % à 18,7 % ; la raison en est que le nucléaire, étant produit localement, voit l'ensemble de ses pertes de transformation et de transport enregistrées dans le bilan national, alors que pour les énergies fossiles, presque entièrement importées, une part importante des pertes sont enregistrées à l'étranger, en amont de l'importation. Pour le nucléaire, la transformation en électricité a un rendement d'environ 35 %, et en aval de la production, il faut encore déduire les exportations nettes (10 %), les consommations propres de la branche énergétique (10,1 %) et les pertes en ligne (5,2 %).

### Limites du coefficient de conversion tep-kWh
Il n'est pas possible d'affirmer que ces calculs au niveau de la consommation finale soient parfaits : en effet, ils reposent entièrement sur le coefficient de conversion entre tep (pour les combustibles fossiles) et kWh (pour l'électricité) ; or la tonne d'équivalent pétrole est définie comme le pouvoir calorifique d’une tonne de pétrole moyenne. Ce coefficient de conversion n'a de sens que lorsqu'on s'intéresse à des applications thermiques ; or la majorité des applications de l'électricité ne sont pas thermiques, mais des usages moteurs ou dans le domaine de l'électronique, etc. Le coefficient 1 tep = 41,86 GJ = 11 630 kWh, trop souvent considéré comme une évidence, n'a donc qu'une pertinence très limitée. Son utilisation a pour conséquence une sous-estimation systématique des services rendus par l'électricité.

### Différences d'efficacité énergétique au niveau de la consommation finale
Le terme « consommation finale » est trompeur : il s'agit en fait de l'étape préalable à la consommation finale, à savoir l'acquisition par les consommateurs des produits énergétiques nécessaires pour satisfaire leurs besoins (chauffage, déplacements, etc.) ; mais lors de l'étape ultime de la consommation elle-même, l'efficacité énergétique de conversion est très différente d'une énergie à l'autre : par exemple,
- un radiateur électrique convertit 100 % de l'énergie en chaleur, alors qu'une cheminée à foyer ouvert a un rendement inférieur à 10 % ;
- un insert bois peut par contre atteindre 70 à 95 %[35] ;
- une chaudière de chauffage central ancienne a un rendement de 50 à 70 %[36], mais une chaudière gaz à condensation a un rendement proche de 90 % ;
- dans l'industrie, les moteurs électriques ont un rendement de 95 % contre 50 % pour les moteurs thermiques[37] ;
- le rendement d'un moteur à explosion ne dépasse pas 20 % en moyenne pour les modèles les plus performants alors qu'un moteur électrique a un rendement proche de 80 %[38].

Si une mesure de l'énergie effectivement utilisée par le consommateur final était possible, on trouverait certainement des résultats sensiblement différents de ceux exposés ci-dessus : la place des combustibles fossiles serait probablement largement réduite au profit du nucléaire et des énergies renouvelables électriques.